# M119榴彈砲
M119榴彈砲（英語：M119 howitzer）是美國陸軍裝備的輕型105公釐榴彈砲。它是起源於英國設計的L118 105公釐榴彈砲，授權美國生產。 M119通常由M1097或M1152高機動性多用途輪式車輛（HMMWV）牽引，並可透過UH-60吊掛空運或C130、C-17運輸機空投。

## 發展歷程
該榴彈砲由英國設計，量產服役型號為L118，它使用的105公釐彈藥採用分裝式彈殼裝藥彈藥（separate-loading cased-charge ammunition ）， L118於1976年進入英國陸軍服役。
L119榴彈砲是L118榴彈砲變更修改幾個部件的外銷型號。英國陸軍僅採用少量L119，它僅用於皇家砲兵學校的訓練課目和軍售技術支援教學用。它使用北約標準彈藥規格105x372mmR 砲彈即是美軍M1系列標準彈藥（The standard US type M1 ammunition 或 105mm M1 Projectile），屬於半固定式彈藥（semi-fixed  ammunition ）。L119榴彈砲主要修改彈膛（或稱藥室 cartridge chamber）和砲閂電力發火機構以使用半固定式砲彈，L118是採用電力擊發系統以電流傳導方式將砲彈擊發（供給電力→擊發繼電器→電流導桿→砲閂發火機→砲彈底火），美軍M101榴彈砲和M102榴彈砲的砲閂發火機是擊錘式撞擊砲彈底火，可以修改使用電力擊發。
1984年英軍租賃給美國陸軍的六門L119榴彈砲，美軍給予暫定編號為XM119，隨後在1985年中期又租賃14門，由華盛頓州路易斯堡的第九步兵師評估測試。1986年初，經過一系列廣泛的測試，美國陸軍將確認採購該輕型榴彈砲並賦予正式編號為M119。
1987年，英國與美國達成協議，授權在美國生產L119榴彈砲，美軍編號：M119 howitzer，以取代M102榴彈砲。該砲於1989年12月在加州奧德堡的第7步兵師服役。

## 改良升級計畫
- M119：L119的原裝貨複製品，1984年進行評估測試時瞄準具依舊採用用Hall & Watts Defence Optics Ltd的光學瞄準鏡產品。量產後改採用賽勒儀器製造公司（英语：Seiler Instrument & Mfg. Co.）出品的Seiler M90系列直視瞄準鏡（Telescope）和M137系列全景瞄準望遠鏡（panoramic telescope、pantel）。[6][7][8][9]

- M119A1：美國陸軍於1998年啟動輕型火砲系統改良計畫 LASIP Block I 升級計畫；改良內容包括更新射擊控制組件和提高機件可靠性，增加新的低溫熱交換器、改良型砲腳架檢修蓋、簡化的尾燈組件以及包含射控計算機系統電池的托架。此外該計劃還加大砲架輪胎鼓式煞車直徑，並提高備件的互換性，減少維護量，延長砲腳架使用壽命。經過LAPIS Block I 改良升級計畫的榴彈砲被重新命名為M119A1。

- M119A2：M119A1砲兵單位於2004年完成LASIP Block II 升級，根據LASIP  Block II（簡稱 B II）完成改良升級的榴彈砲被命名為M119A2。LASIP Block II 的更新計畫內容包括換裝直視瞄準望遠鏡（M90A3）和全景瞄準望遠鏡（M137A2），重新設計俯仰齒輪箱，並從射擊控制系統組件中移除放射性物質--氚（瞄準鏡夜間照明標示刻度）。更換新型液壓油並安裝新的制退複進緩衝機、改良附屬工具，以最大限度地減少空投過程中的損傷。
- M119A3：牽引火砲系統專案(PM TAS ；Project Manager for Towed Artillery Systems) 為 M119A3 改良升級計畫，包括：
  - 數位化射擊控制系統和GPS輔助慣性導航裝置（INU）；精確導引系統技術，使其能夠盡快得知自身的地理座標，可讓砲兵更快發動射擊並避免敵方反砲擊和回擊，此專案的技術內容多源自M777A2。[10]
  - 火砲操作環境溫度將其耐低溫範圍從-32°C提高至-45°C，從而提高可維護性和可靠性。
  - 更換新的M20A1 砲管身管總成（M20A1 cannon assembly 包含膛室和砲閂）由美國陸軍沃特夫利特兵工厂（US Army Watervliet Arsenal）製造。
  - 更換新設計的制退複進系統，因為舊型的制退複進緩衝機組件和可變制退複進連桿（根據仰角設置制退複進行程距離）存在可靠性問題；它有許多活動部件需要在服役期間不斷維護和調校，零配件更換率高，組件製造工藝複雜，需要專門的工具來組裝更換，增加操作成本並導致裝備妥善率降低問題。重新設計的系統組件操作方式相同，但修改和簡化組件，增加懸掛鎖定系統 （SLOS；Suspension Lockout Syste ）和新的緩衝複進器，其中大部分組件被移除，包括移除可變制退複進組件，將緩衝行程距離固定在64公分，減少對砲腳架的應力作用，重複使用的47個零件佔目前系統的 65%，因此只需要製造28個新零件，總重量減輕20 公斤。[11][12][13][14][15]

美國陸軍與聯合製造與技術中心所屬部門岩島兵工廠（RIA-JMTC）續簽M119的生產合約，合約期至2013年。
現有的M119榴彈砲於2017年2月安裝沃特夫利特兵工厂開發的低爆炸過壓砲口制退器（LBOP low blast overpressure muzzle brake）。它除了降低後座力傳達至砲腳架的能量同時也降低對人員聽覺和非聽覺的健康危害。

## 彈藥類型
- 使用 M67 發射藥筒 [17][18]
  - M1 (HE) ：高爆彈，射程：11.5 公里，炸藥填充量：2.1 公斤 [19]
  - M60 (WP)：白磷煙幕彈，射程：15.1 公里（目前型號：M60A2）
  - M84 (HC) ：六氯乙烷煙幕彈，射程：11.5 公里（目前型號：105 mm M84A1）
  - M314 (VL) ：普通照明彈，射程：19.5 公里（目前型號：M314A3）
  - M444（APICM）：兩用改良型傳統彈藥（已退役），射程：11.5公里
  - M916（DPICM）：雙用途改良型傳統彈藥（已退役），射程：11.5 公里
  - M927（HERA）：高爆火箭助推彈，射程：16.5公里
  - M1064 (IR) ： 紅外線照明彈，射程：19.5 公里
  - M1130（HE PFF BB）： 高爆預製破片彈底噴氣增程彈 - 射程：13.0 公里
  - M119 還可發射 M395 空包彈，用於葬禮、退場儀式和貴賓致敬，以及在訓練演習中模擬戰場噪音。
- 使用 M176 發射藥筒: [17]
  - M548（HERA）：高爆火箭助推彈，射程：15.1公里
- 使用 M200 發射藥筒：[17]
  - M760 (HE) ： 高爆彈，射程：14.0 公里（8.7 英里）
  - M915（DPICM）： 雙用途改良型常規彈藥（已退役），射程：14.1 公里
- 使用 M219 推進裝藥： [17]
  - M913（HERA）：高爆火箭助推彈，射程：19.5公里
- 使用 M350 推進裝藥: [17]
  - M1130A1 (HE PFF BB) ： 高爆預製破片底排彈，射程 17.0 公里[20]

## 服役紀錄
美國陸軍於1987年與英國簽署該榴彈砲的生產合約和許可協議。陸軍於1989年接收第一批榴彈砲。
M119於1989年12月首次部署在奧德堡第7步兵師。
改良後的榴彈砲M119A1於1991年7月部署到第82空降師，並1992年8月部署到第101空降師。美國陸軍於1995年完成M119A1的部署。
首批兩門改良型M119A2生產型火砲於2007年4月交付。2009年4月，M119A2榴彈砲在阿富汗和伊拉克由美國陸軍第3步兵師第4步兵戰鬥旅列裝。
M119A3於2013年4月開始服役，北卡羅來納州布拉格堡第319野戰砲兵團第3營於2013年5月接收第一批裝備數位化射控系統的16門M119A3榴彈砲。
2013年7月，第101空降師第320野戰砲兵團第1營A連接收首批升級版的M119A3榴彈砲，並於2014年2月初部署到阿富汗東北部，成為第一支在戰區使用該榴彈砲的部隊。數位化升級後的M119A3軟體和硬體組件、GPS導航定位、數位化射手顯示器以及每門火砲與射擊指揮中心之間的數位化資訊通信，加快接收射擊數據和發射砲彈的速度。第320野戰砲兵團同時裝備口徑更大、同樣數位化的M777A2榴彈砲，M119A3因其部屬速度更快、重量更輕、更容易改變射擊方位而更受青睞。M119A3型保留A2型的射向賦予手動功能（光學瞄準望遠鏡），因此在數位化功能喪失的情況下，砲組人員可以輕鬆切換回類比操作模式並繼續執行任務。
M119目前配備在所有美國陸軍和國民警衛隊輕型榴彈砲砲兵營中，包括第10山地師、第82空降師、第25步兵師和第101空中突擊師以及第173空降旅。其它單位可能是裝備史崔克裝甲車和旅級戰鬥隊（英語：Brigade combat team, BCT）混合組成的，裝甲部隊配備M109A6自走砲，史崔克旅配備M777榴彈砲供其砲兵營使用。例如，第25步兵師的四個 IBCT（步兵旅戰鬥隊 英語：Infantry Brigade Combat Team , IBCT）裝備M119A3 。支援給IBCT的國民警衛隊輕型野戰砲兵營也配備M119，例如總部位於佛蒙特州的 第86步兵旅戰鬥隊。

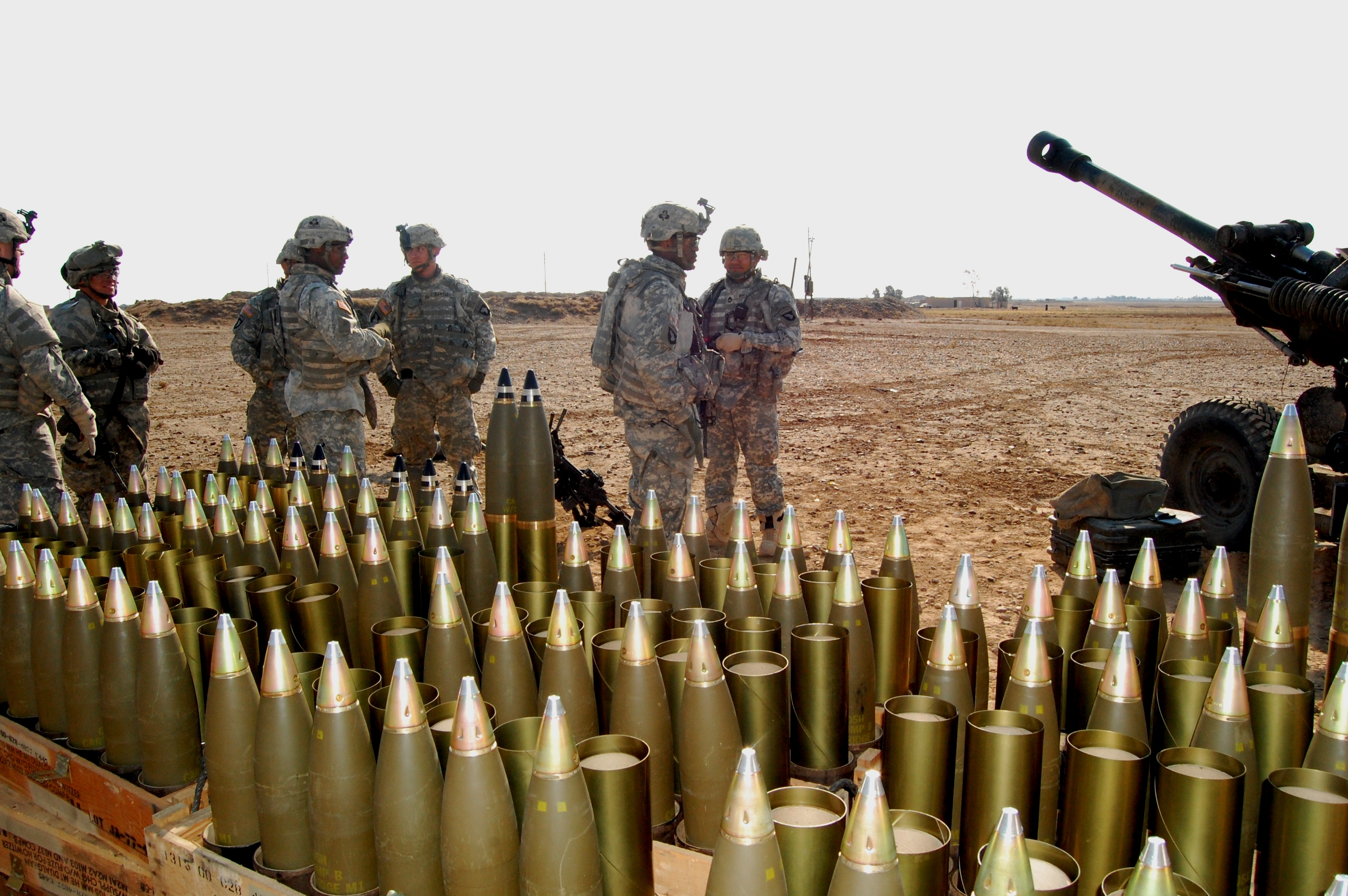
美軍M1系列標準彈藥，105x372mmR 砲彈。
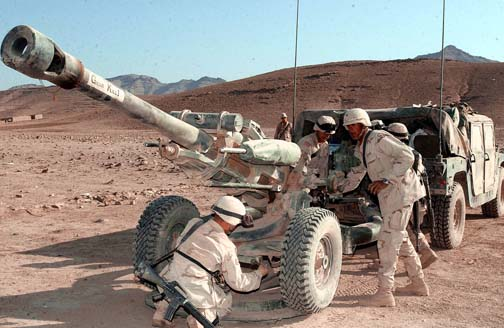
M119A1 拍攝於2004年的阿富汗戰場。
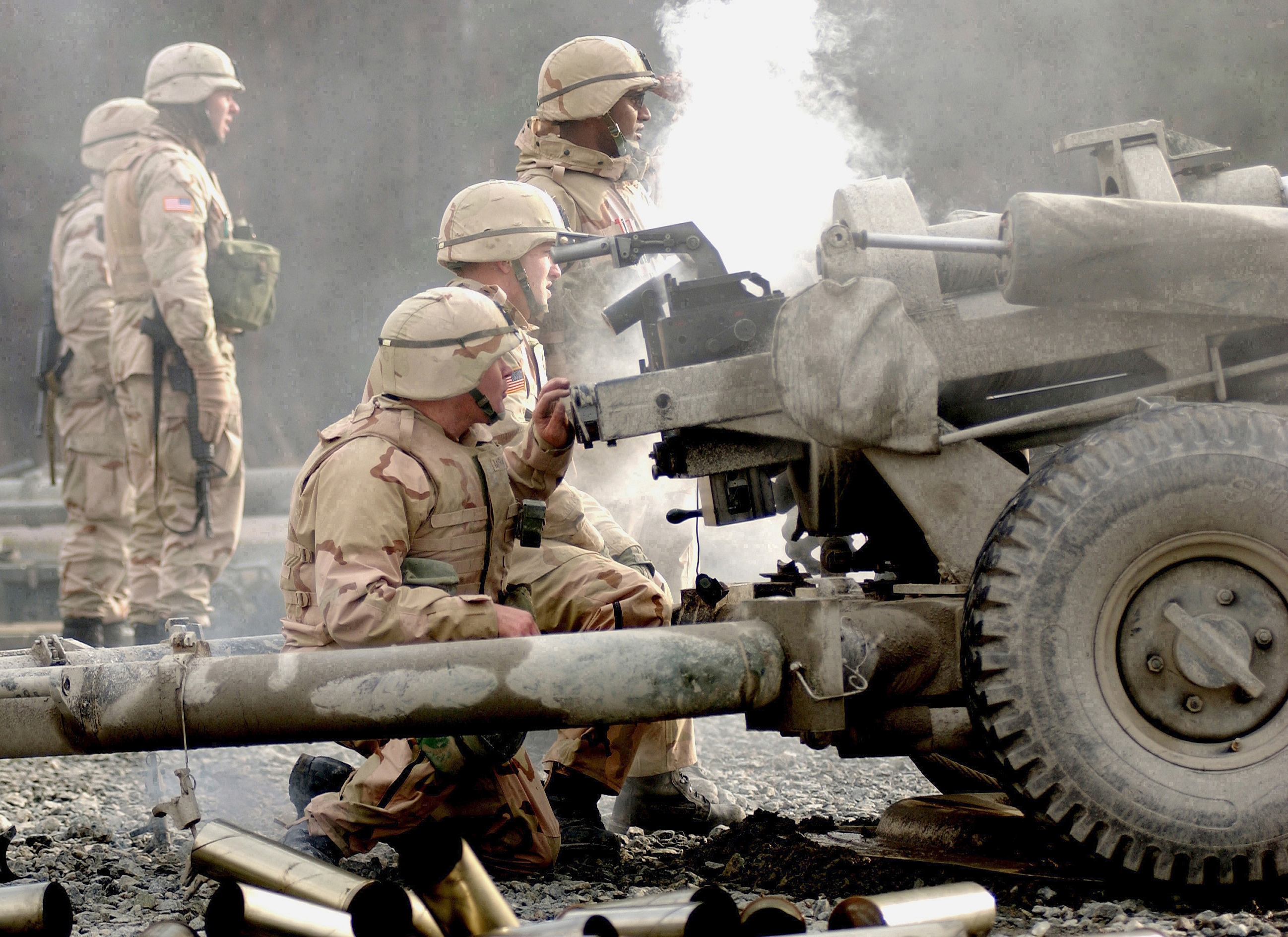
裝填手檢視砲閂和膛室 。
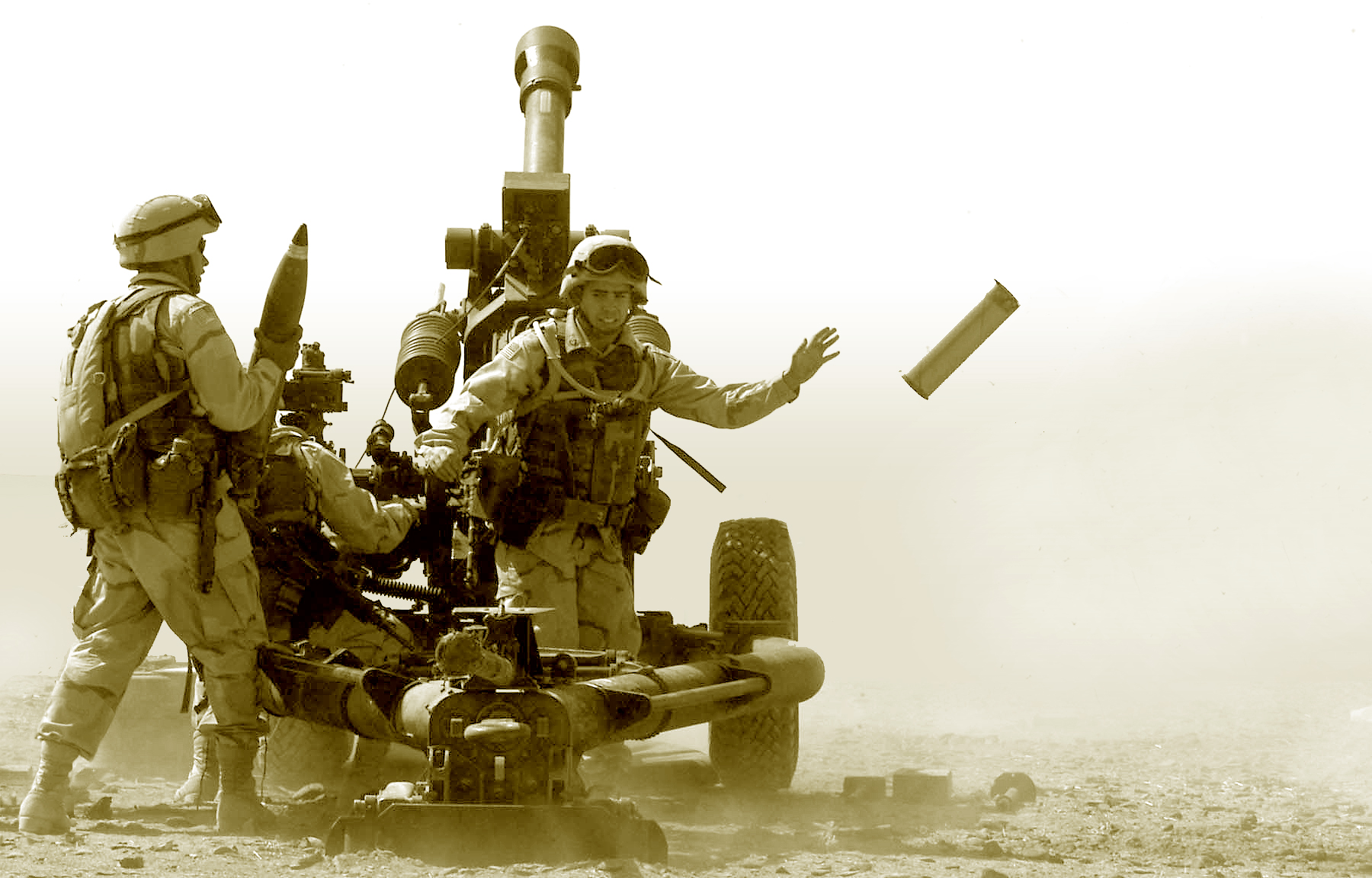
此角度可看到M119A2的砲座底盤、砲座、砲腳架、砲腳架駐鋤。
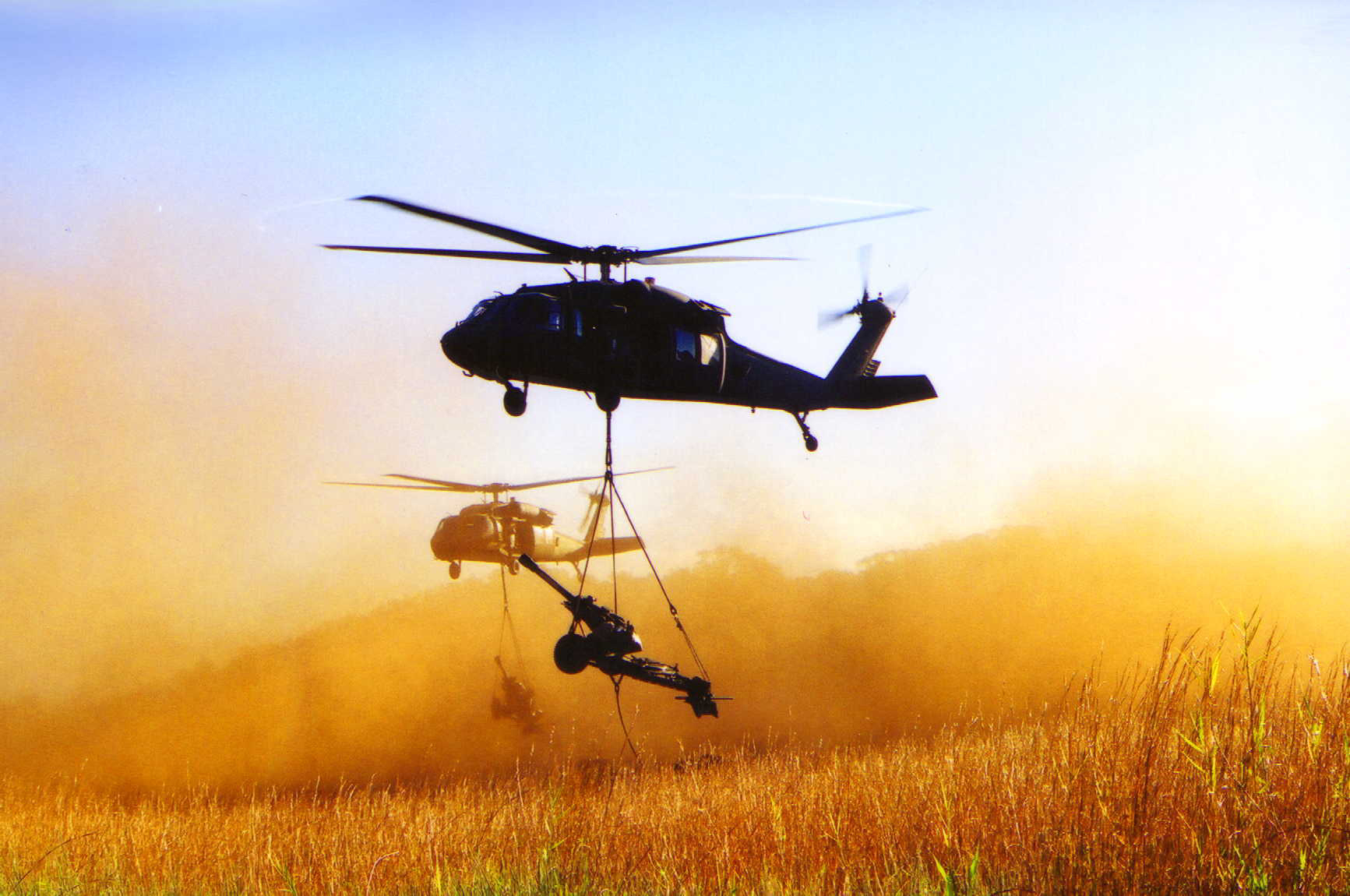
UH-60直升機吊掛 M119。

## 使用國家
- 美国，截至 2025 年1月，共有 821 門 M119A2/A3 [22]:37

## 外部連結
- （英文）-US Army Fact Files - Towed Howitzer (105mm) M119A1/A2
- （英文）-M119 105mm榴弾砲 砲撃訓練 (M119A3 & M119A2) 影片
- （英文）-美軍操作M119A3 影片
- （英文）-英國陸軍操作升級數位化射控系統 L118 Light Gun  影片
- （英文）-現役英軍 L118 使用 Kearfott ATACS 和分裝式彈殼裝藥砲彈 影片
- （英文）-巴西陸軍操作未升級數化射控系統的105mm L118  Light Gun 影片
- （英文）-105mm Light Gun 貝宜系統公司產品宣傳DM
- （英文）-貝宜系統公司105公釐彈藥產品介紹
- （英文）-M90A3 Straight Telescope M90系列砲兵瞄準砲兵瞄準鏡
- （英文）-M137 Panoramic TelescopeM137 系列砲兵瞄準鏡
- （英文）-The Hall & Watts Artillery Sighting System  產品介紹官網
- （英文）-LINAPS Fire Control System 火砲射擊控制系統 產品介紹官網
- （英文）-Kearfott ATACS 砲兵自動控制戰術系統產介紹官網
- （中文）-美軍砲兵「導航與定位 系統 」運用與發展之研究 LINAPS
- （中文）-野戰砲兵彈藥發展之研究
- （中文）-近代傳統彈藥之發展